# Matões do Norte
Matões do Norte é um município do estado do Maranhão, localizado na Região Geográfica Imediata de Itapecuru Mirim e Região Intermediária de São Luís. O município tem uma população de 17 432 pessoas, de acordo com o censo do IBGE 2022 e uma área de 794 km².

## História
O município de Matões do Norte tem sua origem vinculada ao processo de expansão territorial e desenvolvimento socioeconômico da região do estado do Maranhão. Sua emancipação política ocorreu em 1º de janeiro de 1997, após a promulgação da Lei Estadual nº 6.138, de 10 de novembro de 1994, que oficializou sua criação como unidade administrativa autônoma.

## Geografia
O município de Matões do Norte possui uma extensão territorial de 794,454 quilômetros quadrados, ocupando a 121 posição entre os 217 municípios maranhenses em termos de área.

### Demografia
Segundo dados do Censo Demográfico de 2022, Matões do Norte contava com 17.432 habitantes, resultando em uma densidade populacional de aproximadamente 21,94 habitante por quilômetro quadrado. No contexto estadual, o município ocupava a 108 posição em número de habitantes e a 89 em densidade demográfica comparando-se com outros municípios do estado do Maranhão. A estimativa populacional para o ano de 2024 era de 17.945 habitantes.

### Educação
Em 2010, a taxa de escolarização de crianças entre 6 e 14 anos em Matões do Norte era de 94,9 %, colocando o município na 180 colocação entre os 217 do estado. Quanto ao Índice de Desenvolvimento da Educação Básica (IDEB) referente ao ano de 2023, os anos iniciais do ensino fundamental na rede pública apresentaram índice de 5,0 enquanto os anos finais atingiram 4,0.
| Taxa de escolarização de 6 a 14 anos de idade [2010]             | 94,9 %           |
| IDEB – Anos iniciais do ensino fundamental (Rede pública) [2023] | 5,0              |
| IDEB – Anos finais do ensino fundamental (Rede pública) [2023]   | 4,0              |
| Matrículas no ensino fundamental [2023]                          | 1.387 matrículas |
| Matrículas no ensino médio [2023]                                | 434 matrículas   |
| Docentes no ensino fundamental [2023]                            | 151 docentes     |
| Docentes no ensino médio [2023]                                  | 35 docentes      |
| Número de estabelecimentos de ensino fundamental [2023]          | 36 escolas       |
| Número de estabelecimentos de ensino médio [2023]                | 3 escolas        |

Fonte: IBGE

## Economia
Em 2021, o Produto Interno Bruto (PIB) per capita de Matões do Norte foi de R$ 5.737,04, valor que colocava o município na 215 posição entre os 217 do estado do Maranhão. Já em 2023, as receitas oriundas de fontes externas representavam 95,46 % do total arrecadado pelo município, o que o posicionava em 64 lugar no ranking estadual.
| PIB per capita [2021]                                                                           | 5.737,04 R$      |
| Índice de Desenvolvimento Humano Municipal (IDHM) [2010]                                        | 0,533            |
| Total de receitas brutas realizadas [2023]                                                      | 67.471.557,89 R$ |
| Transferências correntes (Percentual em relação às receitas correntes brutas realizadas) [2023] | 95,46 %          |
| Total de despesas brutas empenhadas [2023]                                                      | 66.591.987,99 R$ |

Fonte: IBGE
| Salário médio mensal dos trabalhadores formais [2022]                                             | 2,3 salários mínimos |
| Pessoal ocupado [2022]                                                                            | 735 pessoas          |
| População ocupada [2022]                                                                          | 4,22 %               |
| Percentual da população com rendimento nominal mensal per capita de até 1/2 salário mínimo [2010] | 58,8 %               |

Fonte: IBGE